# Priester

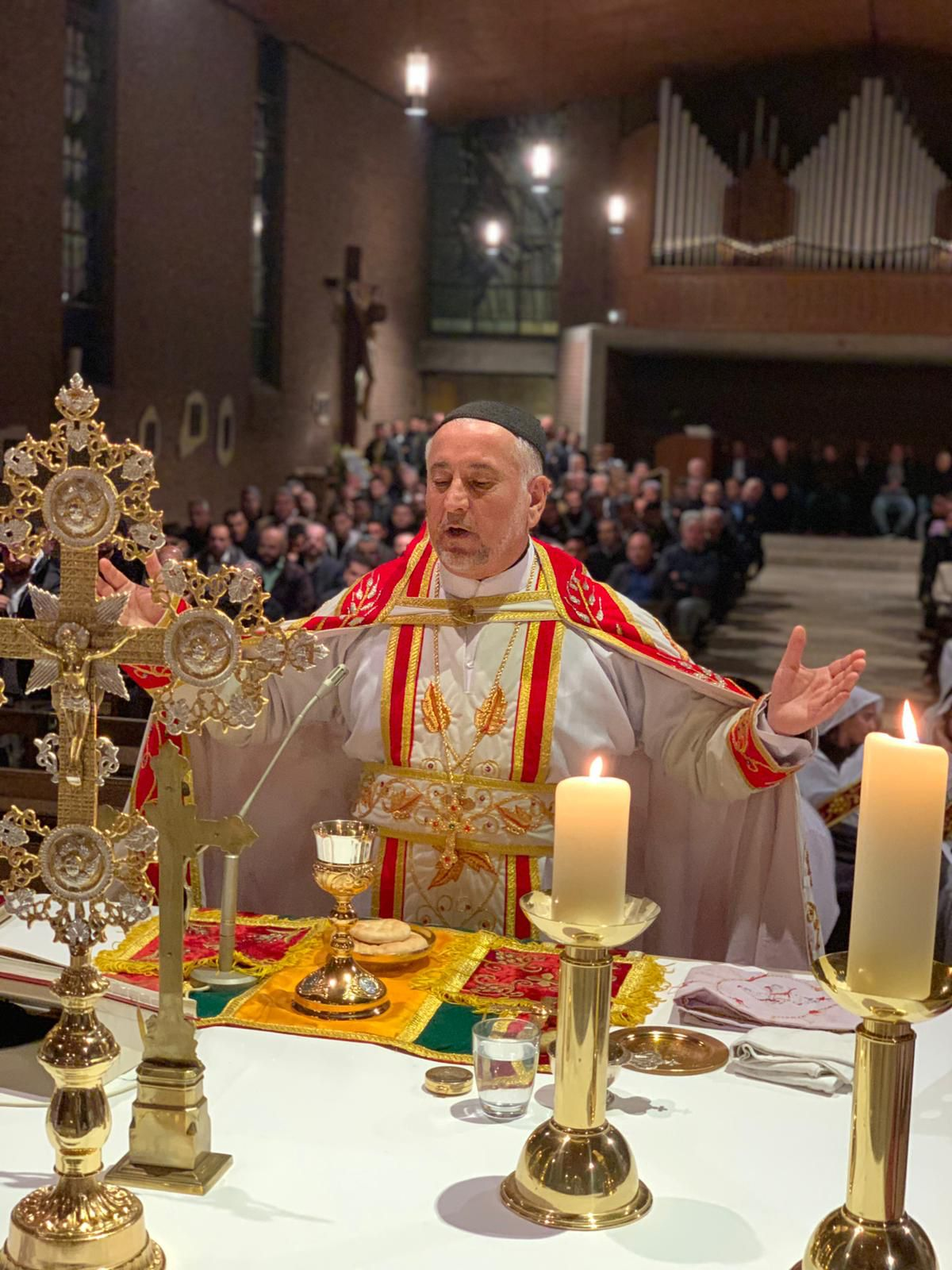
Syrisch-orthodoxer Priester bei der Göttlichen Liturgie

Priester oder Priesterin ist eine Bezeichnung für Spezialisten für religiöse Fragen, die den Kultus verwalten sowie Lehre und Tradition bewahren. Im Gegensatz zu bestimmten religiösen Charismatikern wie etwa Schamanen, Sehern oder Propheten erhalten sie eine Art von Ausbildung und Einsetzung in ihr Amt, dem die Mitglieder der betreffenden Religionsgemeinschaft Heiligkeit zuschreiben. Priestertum wird oft nach außen über Besonderheiten der Lebensweise und der Kleidung kenntlich gemacht.

## Die Bezeichnung Priester
„Priester“ ist im Deutschen und anderen europäischen Sprachen ein Lehnwort. Im Neuen Testament wird altgriechisch πρεσβύτερος presbýteros „Ältester“ im Sinne einer Amtsbezeichnung (wie lateinisch Senator) verwendet, sowohl für die Vorsteher einer Synagoge, Mitglieder des Jerusalemer Synhedriums als auch für städtische Behörden. In urchristlichen Gemeinden war Presbyter ein Ehrentitel. Als Bezeichnung für den christlichen Amtsträger wurde das griechische Wort als presbyter ins Lateinische übernommen und gelangte von dort aus in alle romanischen Sprachen. Die Entlehnung ins Deutsche (althochdeutsch und altsächsisch prēstar) erfolgte nach der hochdeutschen Lautverschiebung, also im frühen 8. Jahrhundert. Trotz seiner Herkunft aus dem Christentum bezeichnet der Begriff „Priester“ nach Einschätzung von Manfred Hutter etwas, was für religiöses Spezialistentum allgemein kennzeichnend ist: „soziales Alter“, damit verbunden der Anspruch auf Kompetenz. Da Priester sich hinsichtlich des „sozialen Alters“ unterscheiden, tendieren Priestergruppen zu Hierarchienbildung.

## Religionswissenschaftliche Definition
Aus religionswissenschaftlicher Sicht ist es problematisch, ein Konzept von Priestertum, das aus dem Christentum (genauer: dem Katholizismus) stammt, auf andere Religionen und Kulturen weltweit zu übertragen, wie es forschungsgeschichtlich geschehen ist. Es wäre daher besser, statt von Priestern in neutraler Weise von religiösen Spezialisten zu sprechen. Als Priester werden üblicherweise religiöse Spezialisten bezeichnet, auf die folgendes zutrifft:
- Die angehenden Priester erfüllen bestimmte Zugangsvoraussetzungen, die je nach Religion unterschiedlich sind: Geschlecht, Abstammung aus bestimmten Familien, körperliche Unversehrtheit.[5]
- Sie bereiten sich, im Gegensatz zu Charismatikern, auf eine traditionell geregelte Weise auf ihre Aufgaben vor. Das kann an bestimmten Orten (Tempel, Priesterseminar) stattfinden.[5]
- Dann werden sie durch eine Zeremonie ermächtigt, ihre priesterlichen Aufgaben zu erfüllen. (Dieses Verfahren gewährleistet, dass die mit dem Priestertum verbundene Macht in bestimmten Familien verbleibt; es entstehen Priesterdynastien.)[5] Falls das Priestertum nicht erblich ist, bedeutet diese Initiation zugleich den Wechsel der sozialen Gruppe, eventuell den Bruch mit der Herkunftsfamilie. Falls das Priestertum erblich ist, kann die Initiation Bedingung sein, um den Priesterdienst ausüben zu dürfen.[6]
- Die Angehörigen des Priesterstands haben eine „Heiligkeit kraft des Amtes“, die auch nach außen gezeigt wird, etwa über die Kleidung. Für sie gelten besondere Regeln der Lebensführung (Speise- und Reinheitsvorschriften, Beschränkungen der sozialen Kontakte, Kleiderregeln, Zölibat). In manchen traditionalen Gesellschaften empfangen Priester für ihre Dienste Abgaben und sind dadurch auf eine bestimmte Weise in das Wirtschaftsleben einbezogen.[5][7]

Priester nehmen vielfältige Aufgaben wahr. In Tempeln sind sie für den Opferkult zuständig, können dort aber auch anderen Tätigkeiten nachgehen (Studium heiliger Texte, Deutung von Omina). Bei anderen Zusammenkünften können sie als Leiter auftreten und z. B. einen Segen spenden. Vielfältige weitere Tätigkeiten in Verwaltung, Rechtsprechung, Bildung, Wirtschaftsleben zeigen den Priester in einer Mittlerfunktion zwischen Heilig und Profan bzw. zwischen der transzendenten Welt und der Alltagswelt. Priester tragen zur Stabilisierung einer Gesellschaft bei, indem sie die Einhaltung von Normen überwachen und außerordentliche Ereignisse wie Naturkatastrophen religiös deuten. Sie können ihre religiöse Macht aber auch kritisch gegen das herrschende System einsetzen. In modernen Gesellschaften werden Priester vor allem als religiöse Dienstleister angesehen.
In fast allen Religionen gibt es Menschen, die durch besondere Kenntnisse, Fähigkeiten, Vollmachten und göttliche Kräfte eine Verbindung zwischen dem göttlichen Bereich und der Alltagswelt der Menschen vermitteln und dadurch als göttlicher Stellvertreter ordnen, heilend wirken oder Erkenntnisse gewinnen. Aus diversen Geisterbeschwörern hat sich in den Hochkulturen in der Regel im Umfeld der Tempel ein Priesterstand mit genau geregelten Rechten und Pflichten entwickelt (siehe Geschichte der Religion).
Bei der Einordnung in das religionswissenschaftliche Typen-Modell religiöser Autoritäten ergeben sich für den Priester gewisse Überschneidungen zu anderen Typen, die, neben der allgemeinen Unschärfe des Modells, vor allem auf die Schwierigkeiten zurückzuführen sind, die sich ergeben, wenn der Begriff des Priesters aus den Mittelmeerreligionen auf vollkommen anders strukturierte Religionen (beispielsweise aus Fernost oder Nordamerika) übertragen wird.

Relief am Kalabscha-Tempel: Horus und Thot reinigen den Pharao

In Gesellschaften, in denen es nicht zur Ausbildung eines Priesterstandes gekommen ist, aber auch in solchen, in denen dieser Schritt vollzogen ist, gibt es gewisse „Vorstufen“ zum Priestertum. So ist in vielen Ethnien der „Hausvater“ (pater familias) oder das Oberhaupt einer Sippe mit der Wahrnehmung sakraler Funktionen betraut. In archaischen Kulturen war die Ausübung priesterlicher Aufgaben ursprünglich dem König vorbehalten, der sie aber mit der zunehmenden Differenzierung des religiösen Kultes an untergeordnete Priester delegiert hat. Ein in solcher Weise ausgeprägtes Priestertum wird zuerst für die Jungsteinzeit und die sich daran anschließende Bronzezeit im östlichen Mittelmeerraum angenommen. Das Gottkönigtum eines Pharao, Sohn, Abgesandter, Mittler und Nachfolger der Gottheiten, ist ein Beispiel.
Der Typ des Priesters ist in schriftlosen Kulturen oftmals nicht klar zu trennen von Geisterbeschwörern – also Medizinleuten, Zauberern oder Schamanen. Vom Grundsatz her haben Geisterbeschwörer jedoch charakteristischerweise mit unpersonalen Mächten oder Kräften zu tun, die sie beherrschen müssen, statt über einen Kultdienst in einer personalen Beziehung zu einer Gottheit zu stehen (siehe dazu: Abgrenzungsproblematik; Beispiel Schamane und Priester).
Auch Mönche verschiedener Religionen hatten ursprünglich nicht die kultische Mittlerfunktion des Priesters, doch können sie, wie beispielshalber im Buddhismus, priesterliche Funktionen übernehmen und so aus ihrer ursprünglichen Funktion in ein Priestertum „hineinwachsen“. Dieser Schritt wird häufig als Ursprung des Priestertums betrachtet. Typologisch charakteristisch ist jedoch, dass der Mönch die göttliche Kraft oder Gnade aus seiner Lebensführung bezieht und nicht wie der Priester, der sie aufgrund seines Amtes erhält.
Die Aufgaben, die dem Priester zugeordnet sind, differieren je nach Religion. Grundsätzlich nimmt der Priester jedoch stets eine Mittlerfunktion zwischen dem Göttlichen und den Menschen ein. Dabei ist er wechselseitig mit Stellvertretung der Gottheit gegenüber den Menschen und der Menschen gegenüber der Gottheit betraut: Er tut den göttlichen Willen kund, bewahrt das heilige Wissen und vermittelt etwa die göttlichen Gnadenerweise. Als Stellvertreter der Menschen handelt er durch die Leitung von Opferritualen und Gebeten an die Gottheit(en).
Als Kultdiener vollzieht er die kultischen Handlungen zumeist in einem engen räumlichen Zusammenhang mit einem Tempel, Altar oder Naturheiligtum. Dort opfert er und leitet die Riten, verliest die heiligen Schriften und bewahrt den Kultort vor dem Eindringen Unbefugter.
Zusätzlich zu diesen beiden Bereichen treten diverse andere Aufgaben hinzu, die jedoch nicht ausschließlich priesterlich sind: Dazu zählen psychische und medizinische Betreuung der Gläubigen, das Verkünden von Prophezeiungen oder – vor allem in ethnischen Religionen – die Beschwörungen der Gottheit oder anderer Geistwesen. Darüber hinaus sind die Priester in missionierenden Religionen gleichzeitig Lehrer und Missionare und übernehmen administrative Aufgaben oder die Rechtsprechung.

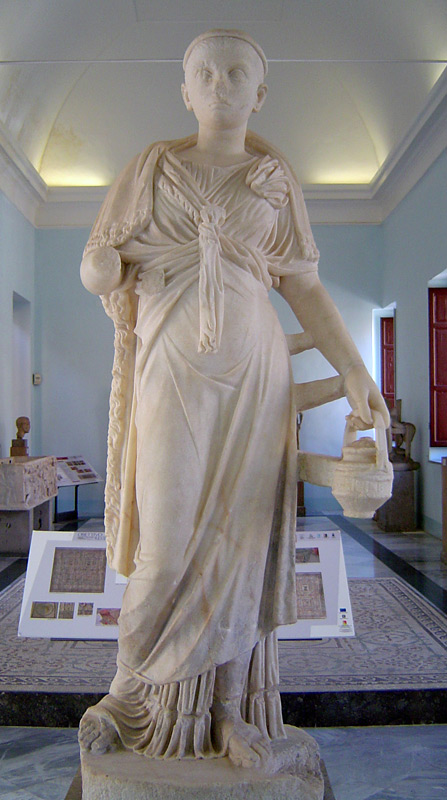
Priesterin der ägyptischen Göttin Isis mit einem Bronzegefäß. Museo Archaeologico Regionale, Palermo, Sizilien.

Die Initiation der Priester erfolgt entweder über eine leibliche oder eine geistige Abfolge (Sukzession). In beiden Fällen ist wichtig, dass die Auswahl dabei nicht durch menschlichen Willen, sondern durch göttliche Kraft fällt. Bei der leiblichen Sukzession wird das Priesteramt innerhalb einer Familie vom Vater an den Sohn vererbt und weitergegeben. Der Vater weiht den Sohn in das priesterliche Wissen und eine eventuelle Geheimlehre ein. Die geistige Sukzession unterscheidet sich nur dahingehend, dass der Priester nicht durch Geburt, sondern durch eine besondere Weihe in das Priestertum aufgenommen wird und daher nicht in einer leiblichen, sondern über seinen „Weihevater“ in einer geistigen Ahnenreihe steht. Dabei werden die potentiellen Bewerber gezielt ausgewählt und im Hinblick auf ihre spätere Aufgabe erzogen, eventuell sogar in einer eigens dafür geschaffenen Institution. Die Ausbildung erstreckt sich dabei in erster Linie auf das Wissen um die korrekte Verrichtung des Kultes. Das Erlernen einer vielfach vorhandenen alten Kultsprache, des richtigen Ablaufs der verschiedenen Riten und der oft umfangreichen Gebetstexte steht im Vordergrund. Daneben ist die Priesterschaft einer Kultur aber oft auch ein Kulturträger ersten Ranges und wird in vielen anderen Bereichen zusätzlich ausgebildet. Dazu zählen bevorzugt Astronomie (Priesterastronom), Mathematik, Zeitrechnung, Medizin, Krankenpflege, Schrift, Kartografie und Geschichtsschreibung. Nicht selten waren Mönche, Äbte und Priester in der Geschichte auch mit Erfolg technisch und naturwissenschaftlich tätig; mehrere wichtige Erfindungen und Entdeckungen gehen auf sie zurück, siehe etwa Roger Bacon, Nikolaus von Kues, Christoph Scheiner, Nikolaus Kopernikus, Johann Adam Schall von Bell, Athanasius Kircher, Christophorus Clavius, Marin Mersenne, Caspar Schott, Claude Chappe, Gregor Mendel, Sebastian Kneipp und Georges Lemaître.
Der Standort des Priestertums innerhalb der Gesamtgesellschaft ist durch eine Reihe von Sonderstellungen gekennzeichnet. Auf der einen Seite können dazu Tabuvorschriften wie bestimmte Speisevorschriften, Reinheitsgebote, sexuelle Enthaltsamkeit und allgemein das Einhalten eines strengen Lebenswandels gehören. Die Vorschriften können auf einen bestimmten Zeitraum vor und während der Kulthandlung beschränkt oder aber auch dauerhaft sein. Andererseits genießen die Priester meist gewisse Vorrechte, haben oftmals auch einen rechtlichen Sonderstatus, der sich z. B. in der Steuerfreiheit, Nichtteilnahme an direkten Kriegshandlungen, oder der Immunität des Klerus äußert, und heben sich äußerlich (Amtstracht, Tonsur oder ähnliches) von den Laien ab.
Aus diesen Sonderregelungen für die Priesterschaft entwickelte sich das Priestertum in einer Gesellschaft oft zur abgeschlossenen Kaste fort, das sich streng hierarchisch geordnet nach unten abschloss: Dabei bilden sich vielfach innerhalb des Priestertums Rangklassen mit abgestuften Befugnissen oder Kenntnissen und an die Spitze des gesamten Priestertums stellte sich ein allgemeiner Oberpriester (Hohepriester) mit umfassender Leitungsgewalt. Prominenteste Beispiele hierfür sind der Papst in der römisch-katholischen Kirche oder der chinesische Kaiser.

## Priestertum in einzelnen Religionen

### Ägyptische Religion

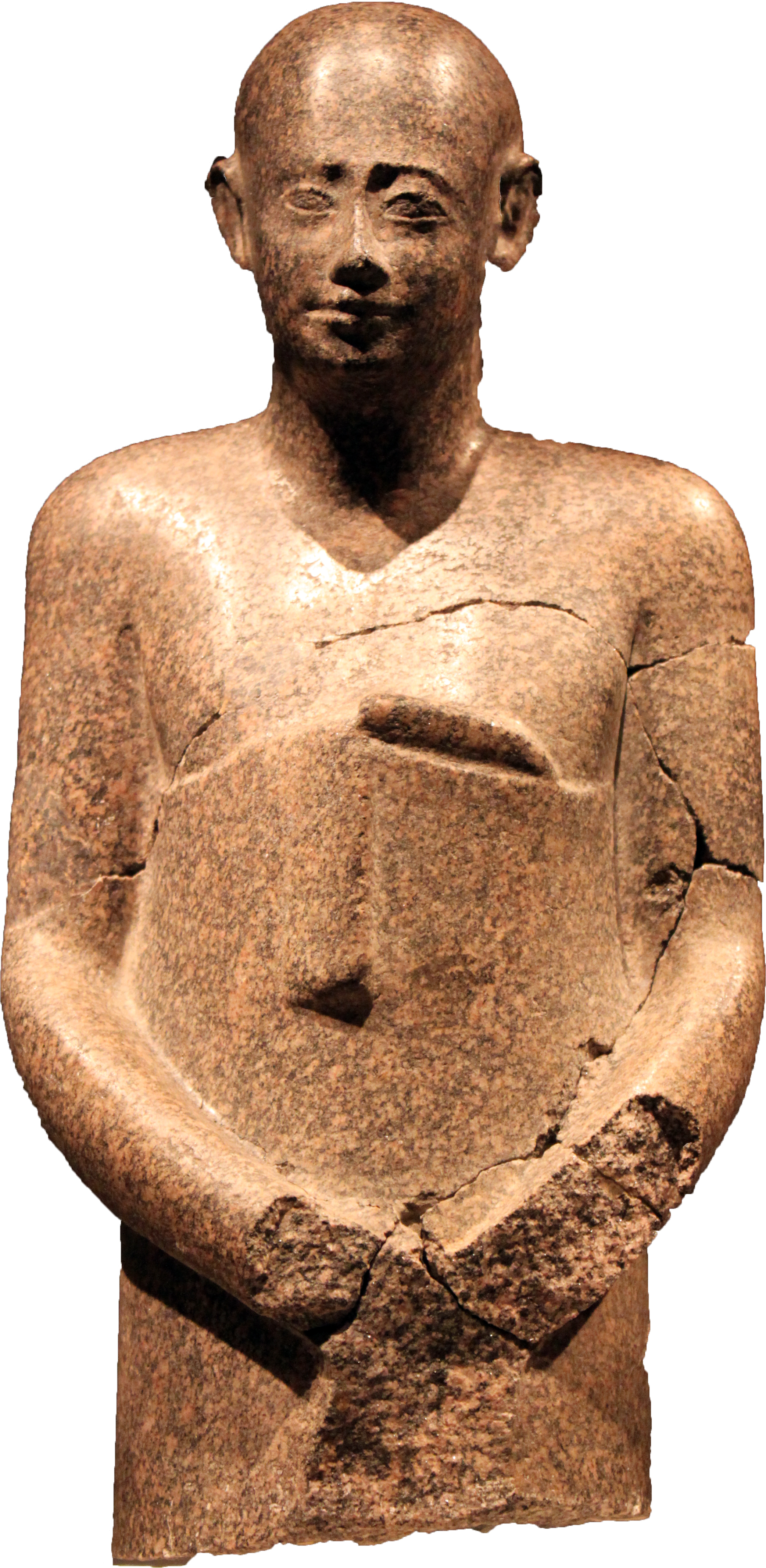
Standfigur des Hori; der kahlgeschorene Kopf ist ein Zeichen seines Priestertums (Ägyptisches Museum Berlin)

Der Pharao galt in Ägypten als Hohepriester aller Kulte. Als Priester zu amtieren, war auch deshalb ehrenvoll, weil man damit eine königliche Aufgabe übernahm. Da den Priestern ein Anteil an den Opfergaben zustand, war es zugleich eine Einnahmequelle. Theoretisch setzte der Pharao alle Priester ein; in der Realität dürften oft hochrangige Priester die Kandidaten ausgewählt haben, und mindestens auf dem Land scheint das Amt oft erblich gewesen zu sein. Frauen konnten Priesterinnen werden, und Frauen der königlichen Familie übernahmen kultische Funktionen; im Neuen Reich jedoch, als das Priestertum zu einer Lebensaufgabe wurde, waren Frauen fast nur noch als Musikerinnen daran beteiligt.
Es gab verschiedene Kategorien von Priestern. Die Hem-Priester hatten das Privileg, die inneren Bereiche des Tempels betreten zu dürfen, wo sich das Kultbild befand. Die Wab-Priester hatten eine untergeordnete Position: sie hatten keinen Zutritt zum innersten Bereich und zum Kultbild, durften aber mit den Kultgeräten hantieren und wurden, mindestens teilweise, später zu Hem-Priestern befördert. Die Lesepriester (H̱rj-ḥ3bt = Cheri-habet) waren an einer besonderen Tracht kenntlich; in der ägyptischen Literatur wurden sie als Gelehrte gerühmt. Magie und Medizin gehörten zu ihren Kompetenzen. Sie nahmen an der Mundöffnungszeremonie teil und sprachen magische Formeln beim Begräbnis. Sem-Priester waren besonders dem Totenkult zugeordnet. Wenn der Tote beim Begräbnis symbolisch zu Osiris wurde, übernahm der Sem-Priester die Rolle des Horus. Sem-Priester werden manchmal mit der Seitenlocke, dem Attribut des Horus, dargestellt.
Das übliche Ritual, das an großen Tempeln dreimal täglich vollzogen wurde, verlief folgendermaßen: Das Heiligtum wurde geöffnet, das Kultbild wurde geweckt, entkleidet, gebadet, neu bekleidet. Dann erfolgte das Mundöffnungsritual, wodurch die Statue belebt wurde und die Gottheit durch die Statue handeln konnte. Nachdem der Gottheit Speisen und Gaben dargeboten worden waren, kehrte das Kultbild in seinen Schrein zurück, und der Zugang wurde symbolisch versiegelt.

### Religionen Mesopotamiens
Der Begriff Priester wurde in der Assyriologie früher häufig verwendet, während heute eher von Tempel- und Kultpersonal oder religiösen Spezialisten die Rede ist.
Kennzeichnend für die Priesterschaft Mesopotamiens war, dass man ihr ein besonderes Wissen zuschrieb und Tempel mit ihren Bibliotheken Zentren der Bildung waren, wo auch die sumerische und akkadische Literatur tradiert wurde. Die Priesterausbildung war sehr aufwändig und umfassend. Kultische Reinheit wurde bei der Priesterweihe und dann vor jedem Ritual hergestellt. Männliche Priester wurden vor ihrer Initiation geschoren, gewaschen, legten eine Kopfbinde aus weißer Wolle an, sagten sich von ihren Verfehlungen los und stellten sich im jeweiligen Tempel der Gottheit vor. Die Weihe von Priesterinnen war wie eine Hochzeit gestaltet, da sie damit in den Hausstand der Gottheit eintraten.
Das von den Göttern beschlossene Schicksal konnte von den Kundigen zum Beispiel durch Traumdeutung erkannt und vom Beschwörungspriester (āšipu, mašmaššu) günstig beeinflusst werden. Diese Dienste standen primär dem König und damit dem Staat zur Verfügung, aber auch Privatpersonen konnten sie in Anspruch nehmen und damit ihr persönliches Los verbessern. Als Ritualherr gab der König bzw. die Privatperson das Ziel vor, dem das Ritual dienen sollte; Sache des Priesters war die praktische Durchführung.
Die Priesterschaft eines Tempels war hierarchisch gegliedert; an der Spitze stand der saĝĝa- bzw. šangû-Priester, der für die Organisation des Tempelbetriebs verantwortlich war. Der Titel wird als „Tempelherr“ übersetzt, was die deutschen Begriffe „Pfarrherr“ oder „Hausherr“ anklingen lassen soll. Denn in analoger Weise stand der šangû-Priester einem Tempel vor. Bei ihm konnten profane Richter ein kultisches Gutachten zu Rechtsfällen einholen.

### Griechische Religion
Die Bezeichnungen altgriechisch ἱερεύς hiereús und altgriechisch ἱέρεια hiéreia, gewöhnlich als „Priester“ bzw. „Priesterin“ übersetzt, gelten vom Wortsinn her Personen, die sich mit dem Heiligen beschäftigen. Üblicherweise standen Priester im Dienst einer männlichen Gottheit und Priesterinnen im Dienst einer Göttin, und zwar nicht der Gottheit an sich, sondern stets bezogen auf ein konkretes Heiligtum, also Priesterin der Athena Nike oder Athena Parthenos. Da jeder Bürger ein Opfer darbringen konnte (nicht nur im privaten Bereich, sondern mit einigen Einschränkungen auch im Tempel), hatte das Priestertum in dieser Hinsicht kein Monopol. Die Funktion des „Mittlers“ zwischen Göttern und Menschen hatte eher der Seher (altgriechisch μάντις mántis „Orakelgeber, Prophet, Wahrsager“) als der Priester.
Das Priestertum konnte eine Person auf verschiedene Weise erlangen: durch Geburt, Wahl oder Los, in hellenistischer Zeit konnte man dieses Amt mancherorts auch kaufen. Besonders archaische Formen des Priestertums in Athen wurden lebenslang ausgeübt und waren Angehörigen bestimmter aristokratischer Familien vorbehalten (Beispiele: Eumolpidai, Kerykes, Eteoboutadai). Der Grund für diese Privilegien wurde in der mythischen Vergangenheit Athens verortet; die Familienmitglieder losten die jeweiligen Amtsträger in ihrem Kreis aus. Die Zugehörigkeit wurde sowohl über die männliche als auch über die weibliche Abstammungslinie festgestellt, wie auch männliche und weibliche Ämter zu vergeben waren.
Seit dem 5. Jahrhundert kamen neue Kulte in Athen hinzu. Das Privileg der Athener Aristokratenfamilien, als Priester zu amtieren, wurde durch Perikles’ Bürgerschaftsgesetz nach 450 v. Chr. für diese Kulte auf die ganze Athener Bürgerschaft ausgedehnt, so die These von Josine H. Blok. Das erste bekannte Beispiel ist die Auslosung des Amts der Priesterin der Athena Nike unter allen Frauen der Athener Bürgerschaft. Die Aufgaben des Priesters oder der Priesterin wurden in diesen Tempeln nur über einen bestimmten Zeitraum (meist ein Jahr) ausgeübt. Personen, die durch Wahl oder Los zu Priestern wurden, traten ihr Amt ohne religiöses Spezialwissen an. Sie führten beim Opfer symbolisch die Aufsicht, sprachen Gebete und vollzogen bestimmte Rituale, während das Tempelpersonal die eigentliche Schlachtung vollzog. Priester übten auch die Kontrolle über den betreffenden Tempel aus, stellten sicher, dass der Tempel morgens geöffnet wurde, dass die Riten von den Tempelbesuchern richtig vollzogen wurden, dass wenn nötig Reinigungsrituale stattfanden. Auch das tat faktisch das Tempelpersonal unter der symbolischen Aufsicht der Priester. Bestimmte Pflichten, wie das Entzünden von Lampen und der dauernde Aufenthalt auf dem Tempelgelände, blieben allerdings den Priestern vorbehalten.
Athen war auch offen für neue Kulte, besonders, wenn positive Beziehungen zu den Verehrern dieser Gottheiten bestanden. Für ihre Priester galten andere Regeln. Im Tempel der thrakischen Göttin Bendis in Piräus beispielsweise amtierten eine Priesterin und ein Priester gemeinsam, die nicht nach dem Athener Modus unter den Bürgern ausgelost wurden (denn dann hätten Thraker diese Ämter nicht bekleiden können), sondern aus den Orgeones stammten.
Griechische Priester erhielten Anteile an den Opfergaben, was je nach Tempel eine bedeutende Einnahmequelle sein konnte. Sie hatten Privilegien, zum Beispiel Ehrenplätze im Theater, und waren an ihrer Kleidung (weiße oder purpurne Gewänder, Kopfbinde oder Kranz) als Priester erkennbar. Davon abgesehen, nahmen sie wie alle Bürger am Leben der Stadt teil.

### Römische Religion
Im antiken Römischen Reich war das Priestertum stark mit politischer Tätigkeit vermischt. Zahlreiche Politiker pflegten vor ihren Entscheidungen einen Priester zu konsultieren.
Die Priester wurden im Volksmund kurz als sacerdotes, bei offiziellen Anlässen als sacerdotes publici populi Romani Quiritium („öffentliche Priester des römischen Volkes der Quiriten“) bezeichnet. Sie unterstanden dem Gewohnheits- und Sakralrechtswesen im antiken Rom.
Zum römischen Priestertum gehörten die Sodalitäten der Fetialen, Salier, Arvalbrüder, Titii sodales und Luperci. Insbesondere die Arvalbrüder betrieben einen Kaiserkult. Die vier höchsten Priesterkollegien waren die Pontifices, die Augures, die Quindecimviri sacris faciundis und die Septemviri epulonum.

### Indische Religionen

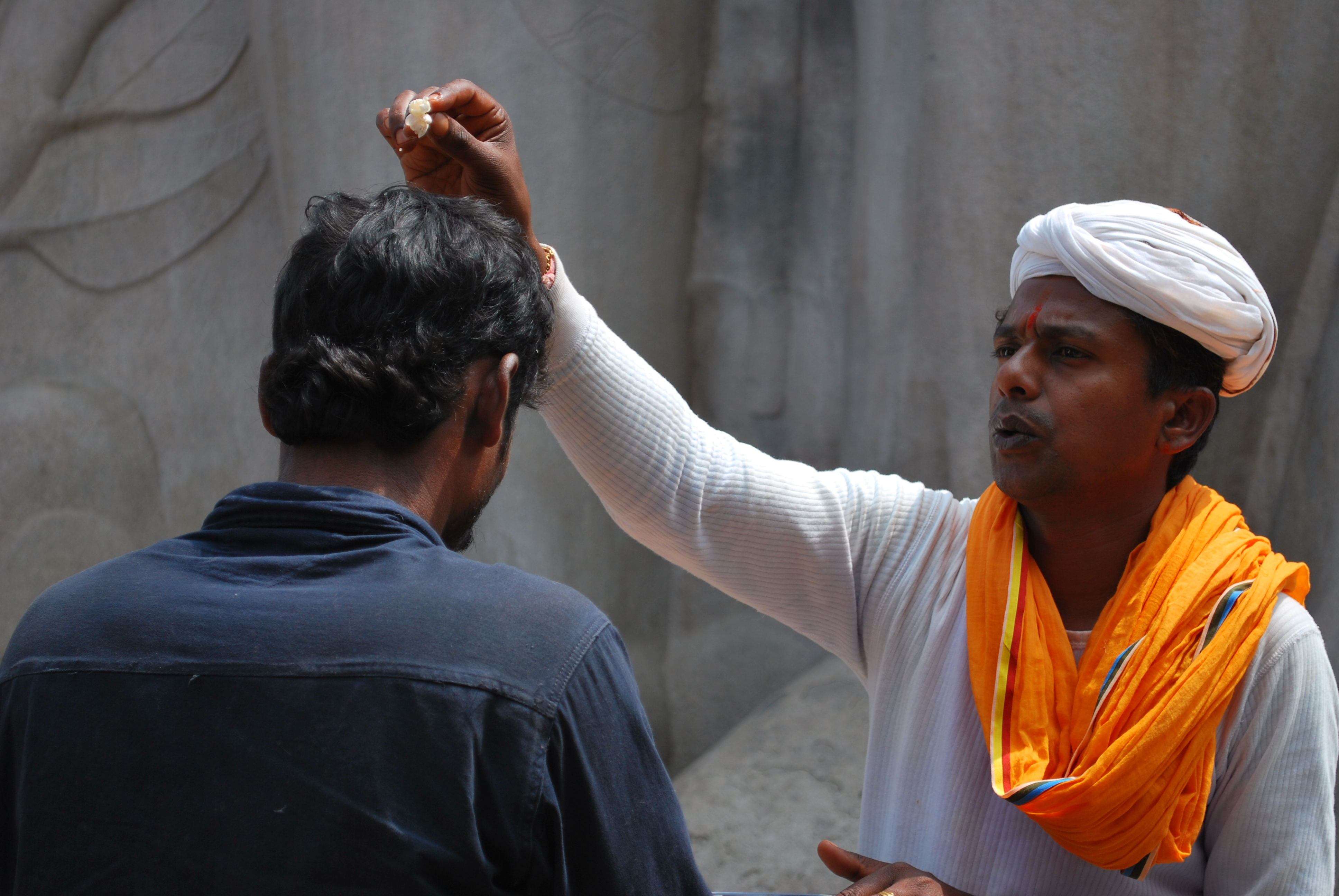
Segen eines Hindu-Priester (Belur, Karnataka, 2008)

Ein religiöses Spezialistentum ist in den jüngeren Texten des Rigveda erkennbar. Wer als yajamāna ein größeres Opfer (śrauta, im Gegensatz zum häuslichen Kult, gṛhya) darbringen wollte, konnte Priester mit genau definierten Kompetenzen zu diesem Zweck beauftragen und bezahlen, die dann gemeinsam tätig wurden:
- adhvaryu, ein Experte für den Bau des Altars, die Vorbereitung der Gerätschaften, das Entzünden des Feuers und die Schlachtung des Opfertiers;[30]
- hotṛ, der leitende Priester, der während des Rituals Verse aus dem Rigveda rezitiert;[31]
- udgātṛ, ein Experte für den kultischen Gesang (sāman);[32]
- brahman, der Ritualexperte, der schweigend den Ablauf des Rituals überwacht und bei eventuellen Fehler interveniert und sie „heilt“; daher gilt er als „Arzt des Rituals“.[33]

In einem strikt bildlosen Kult riefen diese Priester mit ihren Gesängen die Gottheiten herbei und verkörperten diese während des Rituals. Die Interessen dieser Priesterschaft spiegelt die Klassifizierung der Gesellschaft in vier Varnas, von denen sie selbst, die Brahmanen, den höchsten Rang haben. Ihnen kommt nach dieser Theorie die Aufgabe zu, die heiligen Texte zu tradieren, zu interpretieren und im Ritual auszuführen. Mit Ausnahme der Shudras waren sie auch für den Unterricht der Jugendlichen zuständig. Sie brachten ihnen die Texte und Rituale bei, deren Kenntnis für eine glückliche Existenz nach dem Tod wesentlich war. Das Ritual richtig zu beherrschen, verlieh den Brahmanen Macht, denn auch die Götter waren nur Mitwirkende bei diesen Abläufen. Der Opferplatz unter freiem Himmel galt als Mikrokosmos. Das richtig ausgeführte Ritual ermöglichte den Priestern, auf den Makrokosmos Einfluss zu nehmen.
Im 5. Jahrhundert v. Chr. kam es in Indien zu einschneidenden religiösen Veränderungen. Kultbilder wurden verehrt, in denen die Gottheit anwesend gedacht wurde. Sie musste nicht herbeigerufen werden, sondern sie war dort ständig präsent. Ein Teil der brahmanischen Priesterschaft war nun für die Bedienung des Kultbilds zuständig. Zu einem solchen Kultbild zu pilgern und die Gottheit zu schauen, bot jedem, der wollte, die Möglichkeit religiöser Partizipation. Dass die Tempelpriesterschaft von den Einkünften aus dem Pilgerbetrieb lebte, verminderte ihr Prestige verglichen mit dem vedischen Kult. Die Tätigkeit als Tempelpriester stand auch Nicht-Brahmanen offen.
Die Aufgaben heutiger hinduistischer Priester sind vielfältig. Einige vollziehen die täglichen Rituale in einem Schrein oder Tempel. Andere, sogenannte Hauspriester (purohita) vollziehen Rituale im Dienst einer bestimmten Familie bzw. Familiengruppe, besonders Übergangsrituale (rites de passage) und Ahnenkult. Eine wichtige Einnahmequelle von Priestern ist darüber hinaus das Erstellen von Horoskopen.
Der Jainismus ist eine indische Religion, die die Autorität der Veden ablehnt und dadurch mit dem Brahmanismus gebrochen hat. Ursprünglich eine Asketengemeinschaft, besitzt der Jainismus heute zahlreiche Tempel, in denen Priester amtieren. Diese pujaris sind meist Hindus, auch Brahmanen. Sie reinigen den Tempel, baden und schmücken das Kultbild und bereiten vor, was zum Gottesdienst benötigt wird. Im Gegensatz zu Priestern in einem Hindutempel haben sie keinen privilegierten Zugang zum Kultbild.

### Buddhismus und Shintoismus

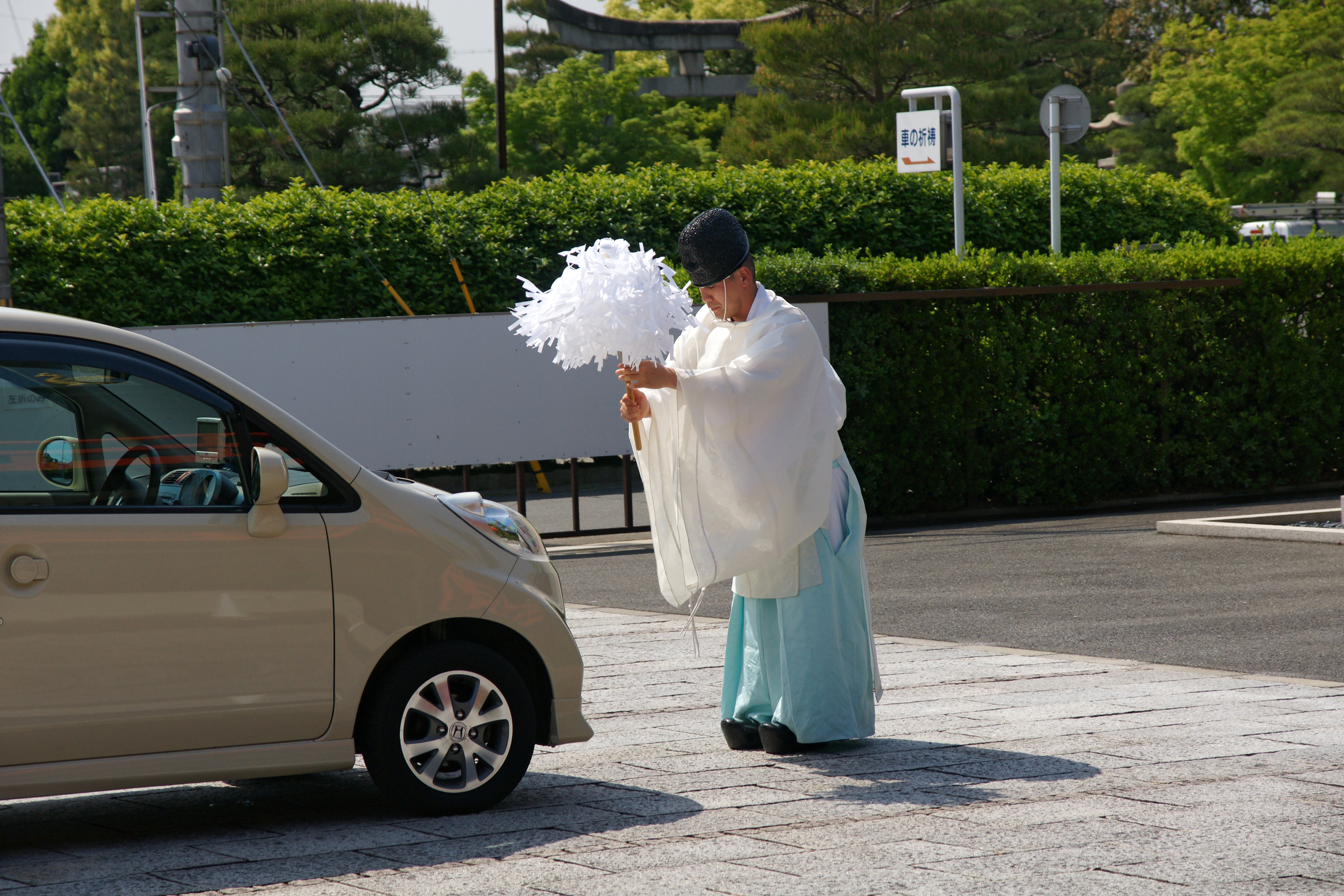
Shinto-Priester bei einem Reinigungsritual (harae)

Da viele Brahmanen zum Buddhismus konvertierten, übernahmen der Mahayana-Buddhismus und der tantrische Buddhismus Elemente priesterlicher Praxis. Das betrifft besonders die Alltagsgestaltung in den Klöstern. Die Rezitation heiliger Texte und die Anrufungen Buddhas, wie sie in Klöstern, Tempeln und Schreinen geübt werden, sind aber kein Privileg von Mönchen. In Japan ging der Buddhismus eine Verbindung mit dem Shintoismus ein und übernahm dessen vier Priesterklassen. Es entstanden Gebäudeensembles (jingūji) von buddhistischen Tempeln und shintoistischen Schreinen; die an den Schreinen tätigen Shinto-Priester hatten meist einen geringeren Status als die buddhistischen Priester. Bei der Meiji-Restauration (ab 1868) veranlasste der Staat eine Trennung der shintoistischen und buddhistischen Tempel und ihrer jeweiligen Priesterschaften (Shinbutsu-Bunri).

### Iranische Religionen

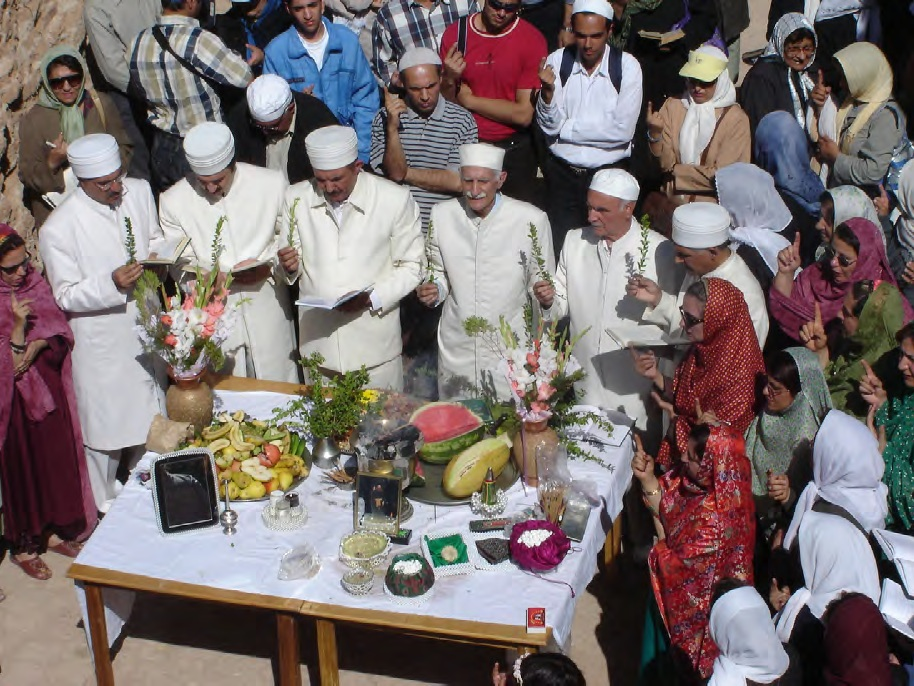
Zoroastrische Priester (Tacht-e Suleiman, Iran)

Im Zoroastrismus der Sassanidenzeit gab es eine Dreiteilung der Priesterschaft in Lehrer, spirituelle Führer und Priester in der staatlichen Verwaltung. Nach der Islamisierung des Iran ging das Bildungsniveau zurück, und seit dem 10. Jahrhundert wurde Lehrer (Hērbed) zum Titel für alle Priester. Im 15. Jahrhundert wurde von Indien aus eine neue, seither gültige dreistufige Priesterhierarchie eingeführt:
- Priester, die kleine Zeremonien durchführen können (Ervad);
- Priester, die große Zeremonien durchführen können (Mubad);
- Religionsgelehrte (Dastur).

Das Priestertum ist erblich, nur ausnahmsweise werden Laien initiiert. Um amtieren zu dürfen, sind eine Ausbildung und ein mehrwöchiger Initiationsprozess notwendig. Wenn in einer Familie über fünf Generationen keine Initiation vorgenommen wurde, erlischt ihr Priestertum. Sowohl im Iran als auch in der amerikanischen Diaspora wurden im 21. Jahrhundert Frauen als Hilfspriesterinnen (Mubadyar) eingesetzt; man begründet dies damit, dass im Sassanidenreich auch Frauen aus Priesterfamilien priesterliche Aufgaben wahrnahmen.
Die religiösen Spezialisten der Jeziden sind die Scheichs, die sich in drei Abstammungslinien auf Personen in der Umgebung des Scheich ʿAdī  zurückführen: Şemsanî-Linie, Adanî-Linie und Qatanî-Linie. Die Pirs sind traditionelle Führungspersönlichkeiten der kurdischen Gesellschaft, die als religiöse Lehrer ebenfalls in die jezidische Religion integriert wurden; auch sie teilen sich auf mehrere Linien auf. Jeder jezidische Laie ist durch Geburt einer Scheich- und einer Pir-Linie zugeordnet, kann also seine religiöse Autorität nicht frei wählen. Laien können auch einige Funktionen als religiöse Spezialisten ausüben, vor allem in Abwesenheit von Scheichs und Pirs: zum Beispiel als Koçek, der Träume deuten kann, als Feqîr, der auf allen Besitz verzichtet, um Gott zu dienen, oder als Micewîr, der als Tempelwächter die Dorfbewohner in allen religiösen Fragen berät.
Im Bahāʾītum gibt es keine Priesterklasse. Dies ist, so Manfred Hutter, eine Folge der kritischen Haltung des Religionsgründers Bahāʾullāh gegenüber der zeitgenössischen schiitischen Mullah-Hierarchie.

### Judentum

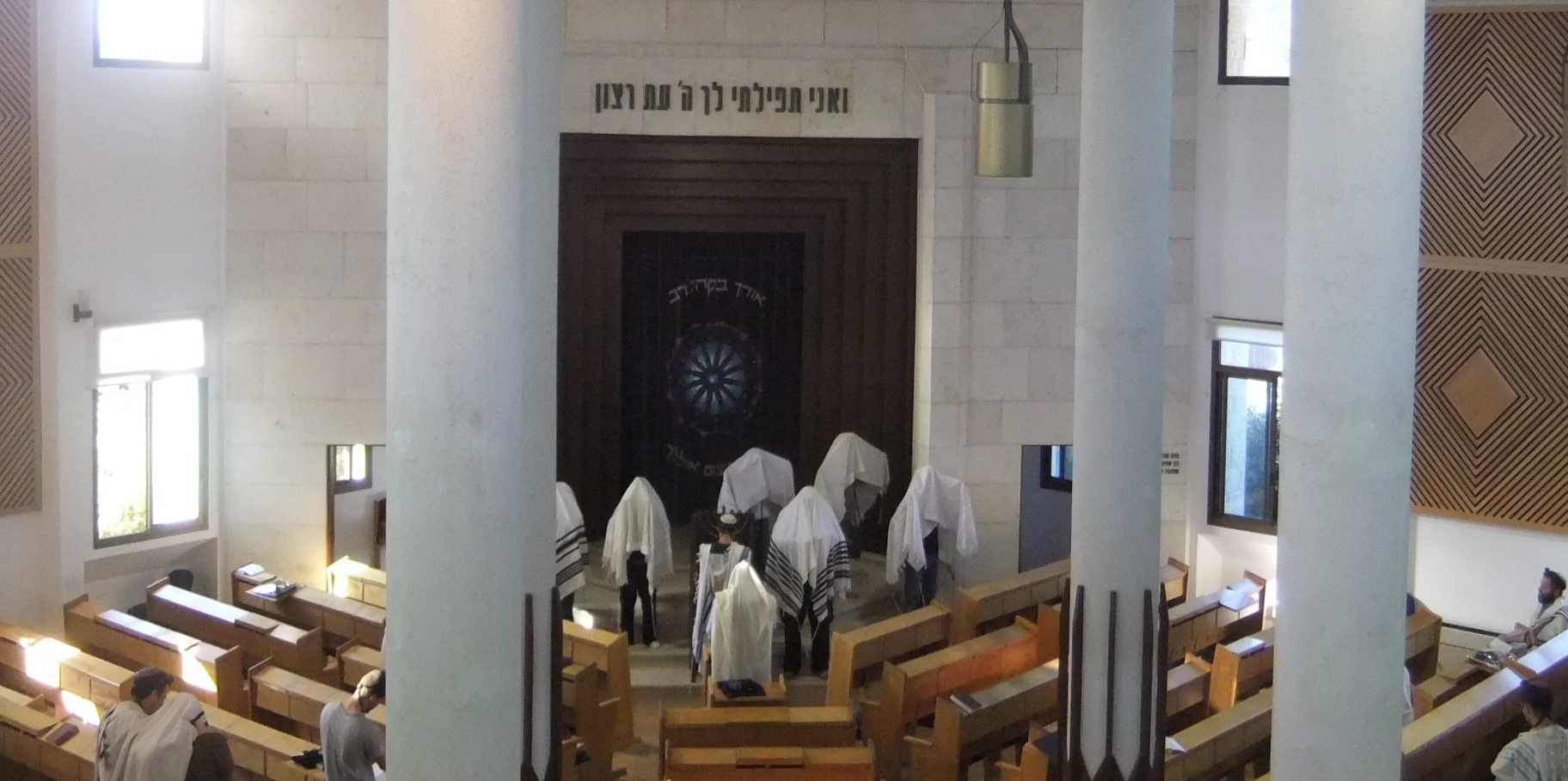
Kohanim zelebrieren den Aaronitischen Segen (Ofra, 2011)

Das Judentum sieht seit der Zerstörung seines Tempels keinen Mittler zwischen dem Menschen und Gott mehr vor (siehe Tischa beAv). Im Judentum gibt es daher keine Priester in diesem Sinne. Die jüdischen Synagogenbediensteten sind nur theologisch gebildete Bedienstete, die bestimmte Aufgaben bei den Gottesdiensten erfüllen.
Der Titel des Kohen [kohn] (hebräisch כהן) ist ein Status des Judentums. Ihr Status geht allein auf die Gebote Gottes zurück. Die Kohanim [kohaˈnɪm] (hebräisch כהנים, Plural von Kohen) sind eine Untergruppe der Leviten, des priesterlichen unter den Zwölf Stämmen Israels. Sie gelten als direkte Nachfahren des Aaron, eines Bruders des Mose. Die Kohanim übten im Jerusalemer Tempel den Tempeldienst am Altar aus. Der HaKohen HaGadol (Hohepriester, wörtlich „Großer Priester“) war die höchste religiöse Autorität des Judentums.
Die Kohanim sind keine Mittler zwischen jüdischen Menschen und Gott oder der Menschheit und Gott. Damit ist bis heute der Unterschied gegenüber anderen Religionen bestimmt, die Vermittler zwischen Gott (bzw. Göttern) und den Menschen vorsehen. Jeder Jude ist Gott direkt verantwortlich. Der Tempelkult hatte keine vermittelnde Funktion und – bis auf die Ausnahme der möglichen Sühne einer unbeabsichtigt begangenen Sünde – keine Sünden tilgende Funktion durch Opferung und Blut. Das Volk Israel – ein Königreich von Priestern – hat die Aufgabe, den Bund mit Gott einzuhalten. Davon hängt das Wohl jedes Juden bzw. Israeliten, des Volkes Israel, ja sogar das der Menschheit und der Erde ab. Im dritten Tempel Jerusalems wird der jüdische Messias das Reinigungsopfer oder Sühnopfer (Chatat) darbringen, um Sünden zu tilgen, die unabsichtlich begangen wurden.

### Christentum

#### Urchristentum und Alte Kirche
Die Christengemeinden des ersten Jahrhunderts waren auf verschiedene Weise organisiert. Reisende Apostel, Propheten und Lehrer, die mit Autorität auftraten, stellten die Ortsgemeinden vor das Problem, ihre Seriosität einzuschätzen; „religiöse Freelancer“ waren in der Kaiserzeit ein häufiges Phänomen. Die Didache antwortete darauf mit Kriterien zur Prüfung reisender christlicher Autoritätsträger. Ein anderes Modell zeigt der aus der Paulusschule stammende 1. Timotheusbrief: Eine angesehener Mann aus der Ortsgemeinde soll das Amt eines Episkopen (dessen Aufgaben nicht genauer bekannt sind) erhalten. „Im Timotheusbrief zeichnet sich die Vorstellung eines Amtes ab, das einen formalisierten Zugang einschließt, ferner Kontinuität in der Bekleidung und der Nachfolge der Position, vor allem eine Autorität, die nicht an eine Person gekoppelt ist.“ Ein religiöses Mittleramt hat der Episkopos für diesen christlichen Autor nicht, weil es ein solches nicht geben könne: „Einer ist Gott, Einer auch Mittler zwischen Gott und den Menschen: der Mensch Christus Jesus“ (1 Tim 2,5 )
In den Ignatiusbriefen, deren zeitliche Ansetzung im 2. Jahrhundert Gegenstand der Diskussion ist, hat der Episkopos eine zentrale, „monarchische“ Rolle. Hier werden die Konturen des späteren Bischofsamts erkennbar. Er steht an der Spitze einer Hierarchie aus Presbytern und Diakonen. Die Kompetenzen des Presbyters (Gehorsam gegenüber dem Bischof, selbständige Eucharistiefeier, Predigt) waren zunächst nicht klar geregelt. Um 180 forderte Irenäus von Lyon, dass ein Episkopos oder sein Beauftragter jeder christlichen Eucharistiefeier vorstehen solle. Die Sukzessionslinie, durch die der Episkopos mit einem Apostel verbunden ist, sicherte nach Meinung des Irenäus die Rechtgläubigkeit; indes hatten auch die von ihm bekämpften Gnostiker ihre Sukzessionslinien. Seit dem 3. Jahrhundert verwendeten Christen für ihre Amtsträger die Bezeichnung „Priester“ (altgriechisch ἱερεύς hiereús, lateinisch sacerdos), wie sie in verschiedenen Kulten der Umwelt und auch im Judentum üblich war. Seit dem 5. Jahrhundert wurden Presbyter regelmäßig als Priester bezeichnet. Nach der konstantinischen Wende von 313 erlangten die Bischöfe eine hervorgehobene Rolle im Reich; dadurch war eine Abgrenzung von den Priestern gegeben, die aber nicht immer genau festgelegt wurde. Hinzu kam die Kategorie der Mönche, die oft, aber nicht immer, die Priesterweihe empfangen hatten. Bischöfe wurden meist aus den Reihen der Priestermönche gerufen.

#### Katholizismus

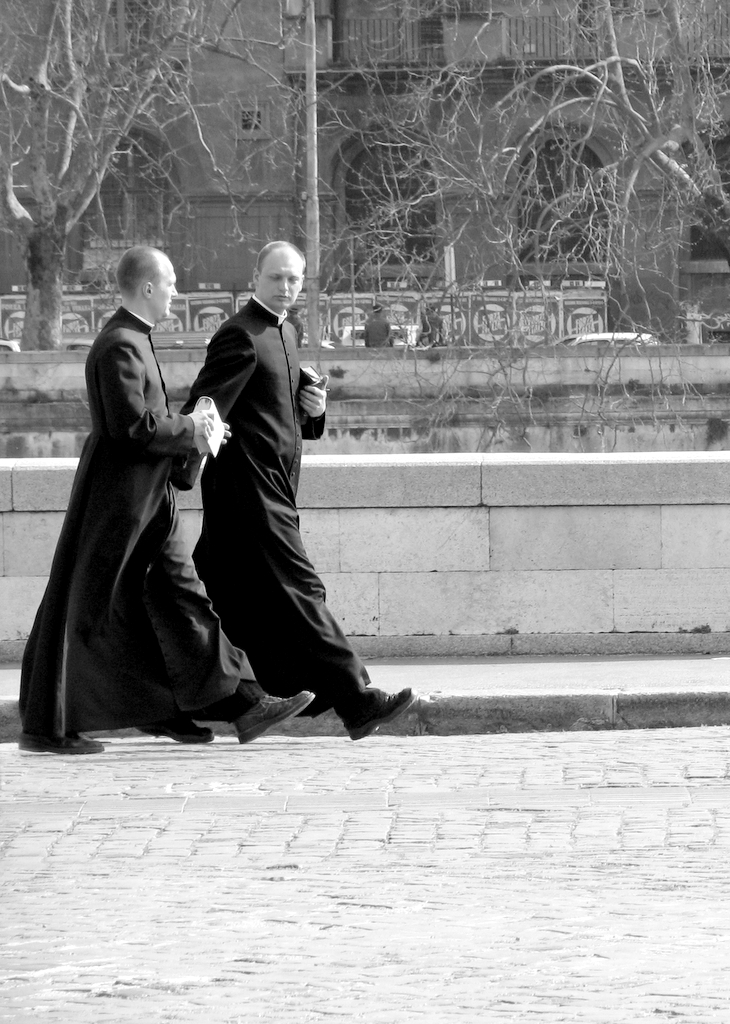
Priester der römisch-katholischen Kirche (Rom, Italien 2005)

Im Mittelalter unterschieden sich in der Westkirche Bischofs- und Priesteramt durch ihre Kompetenzen: Nur ein Bischof kann die Weihen und im Normalfall die Firmung spenden, die übrigen Sakramente kann der Priester spenden. Den Priester zeichnet nach mittelalterlich-westkirchlicher Anschauung aus, dass er die Vollmacht zur Verwandlung der eucharistischen Gaben in Leib und Blut Christi habe. Dies betonte das Tridentinum gegen den Protest der Reformatoren erneut: das Priestertum (sacerdotium) habe die Vollmacht zur Konsekration und zur Sündenvergebung (potestas consecrandi et peccata remittendi). Im Catechismus Romanus heißt es, die Priester könnten deshalb sogar Götter genannt werden. Das spiegelt sich im Ritus der Priesterweihe nach dem Pontificale Romanum, der die Übergabe von Kelch und Patene in den Mittelpunkt stellte: „Empfange die Vollmacht, Gott Opfer darzubringen und Messen zu feiern, für Lebende ebenso wie für Tote (Accipe potestatem offerre sacrificium Deo, Missasque celebrare, tam pro vivis, quam pro defunctis)“. Das kirchliche Amt wurde nicht vom Bischof, sondern vom Presbyter (= Priester) aus konzipiert. Pius XII. änderte den Ordinationsritus, so dass Handauflegung und Weihegebet nach altkirchlichem Vorbild ins Zentrum rückten (Sacramentum ordinis, 1947).

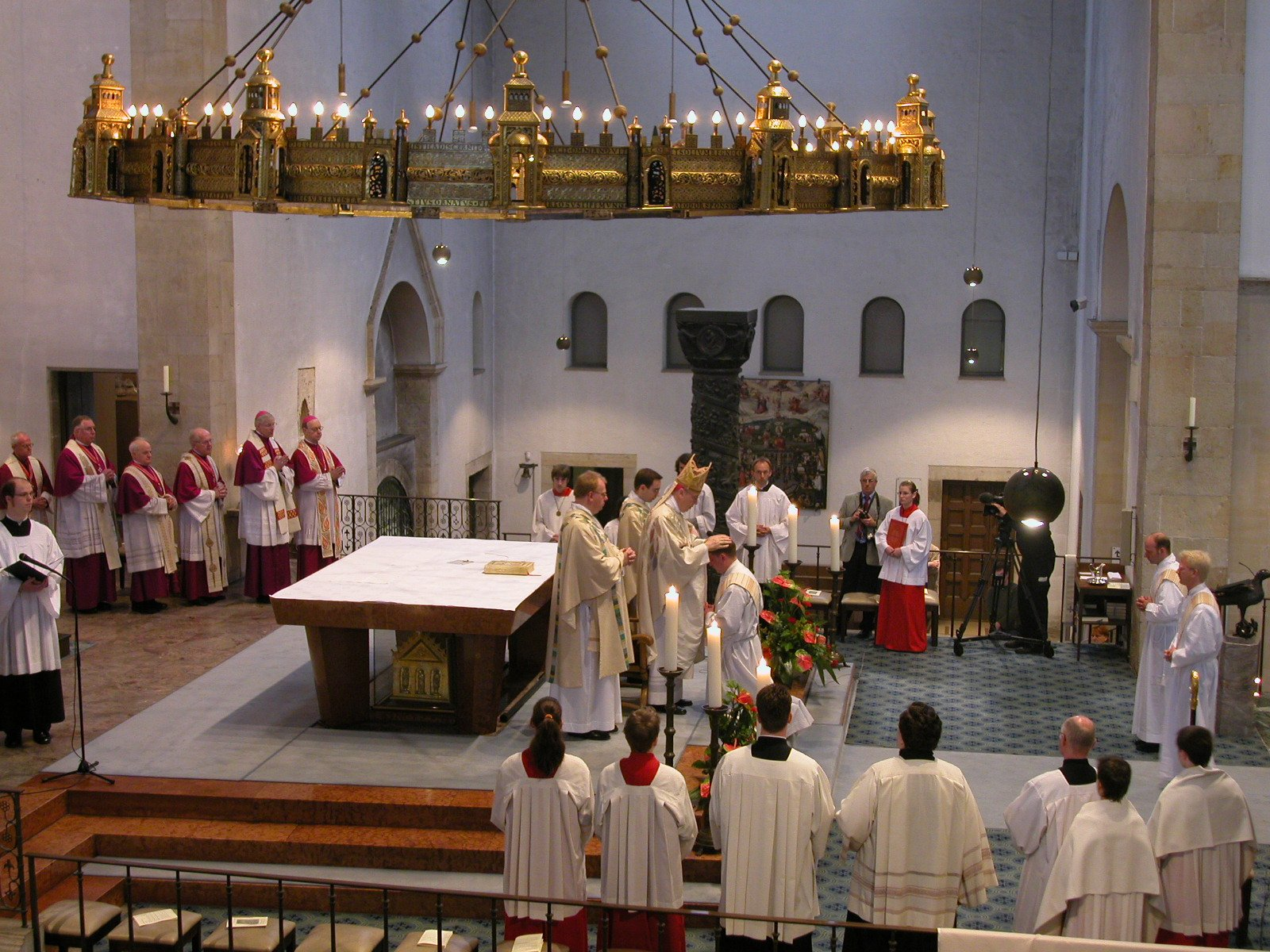
Priesterweihe in Hildesheim, 2006

Grundsätzlich werden das allgemeine Priestertum der Getauften (sacerdotium commune) und das spezielle Priestertum der Ordinierten (sacerdotium ministeriale seu hierarchicum) „dem Wesen und nicht bloß dem Grad nach“ unterschieden. Die katholische Kirche kennt drei hierarchische Stufen (Bischof, Presbyter, Diakon); (nur) bei der Bischofsweihe wird „die Fülle des Weihesakramentes übertragen.“ Der Codex Iuris Canonici von 1983 nennt zwei Voraussetzungen für die Weihe zum Priester:
- Can. 277 § 1: „Die Kleriker sind gehalten, vollkommene und immerwährende Enthaltsamkeit um des Himmelreiches willen zu wahren; deshalb sind sie zum Zölibat verpflichtet, der eine besondere Gabe Gottes ist, durch welche die geistlichen Amtsträger leichter mit ungeteiltem Herzen Christus anhangen und sich freier dem Dienst an Gott und den Menschen widmen können.“
- Can. 1024: „Die heilige Weihe empfängt gültig nur ein getaufter Mann.“

Das Dekret Presbyterorum ordinis Papst Johannes Pauls II. stellt dazu fest, dass die Priester „aus der Reihe der Menschen bei Gott bestellt“ würden, „um Gaben und Opfer für die Sünden darzubringen“. Die römisch-katholische und die alt-katholische Kirche stellten ein weitgehend übereinstimmendes theologisches Profil des Priesters fest und vereinbarten die gegenseitige Anerkennung ihrer Ämter.

#### Orthodoxie

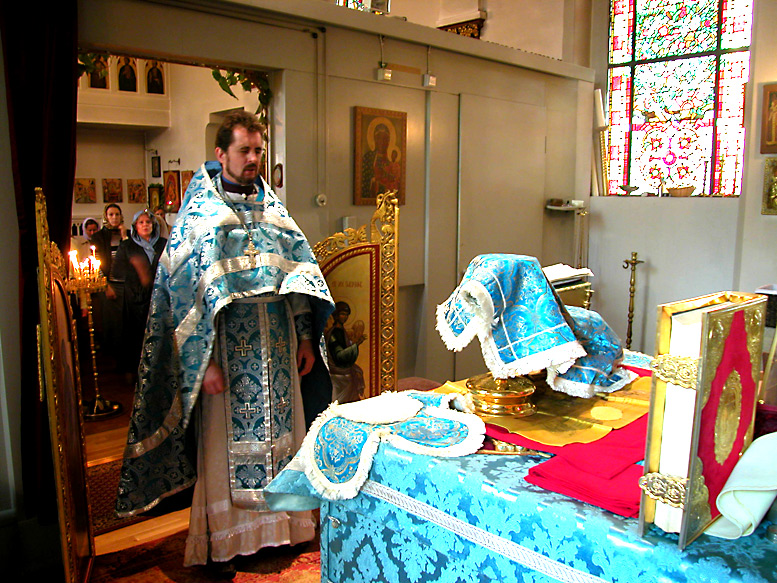
Orthodoxer Priester bei der Göttlichen Liturgie

Die Ämtertrias Bischof-Presbyter-Diakon hat große Bedeutung und kann insgesamt als Priestertum (altgriechisch ἱερωσύνη hierōsýnē) bezeichnet werden. Das orthodoxe Priestertum ist seit dem Frühmittelalter stark vom Mönchtum beeinflusst. Das Kirchenrecht fordert nur von den Bischöfen den Zölibat, doch ist bei Presbytern und Diakonen nur eine vor der Diakonenweihe geschlossene Ehe gestattet. Ein Bischof stammt meist aus dem Mönchtum, und in jedem Fall wird von ihm erwartet, dass er wie ein Mönch lebt. Priester (altgriechisch ἱερεύς hiereús) im strikten Sinn ist nur der Bischof, die Presbyter gelten als permanente, unter anderem mit der Eucharistiefeier beauftragte Vertreter des Bischofs vor Ort. Die orthodoxe Ekklesiologie nimmt bei der Eucharistiefeier der konkret versammelten Ortsgemeinde ihren Ausgangspunkt und versteht den Bischof als Vorsteher dieser Feier; da er faktisch meist von den Presbytern (= Priestern) vertreten wird, erscheint dies unlogisch. Darum schlug Nikolaj Afanassiev († 1966) vor, den Ortspriester als „Bischof“ zu verstehen; diese Neuinterpretation fand aber keine allgemeine Zustimmung.

#### Evangelische Kirchen

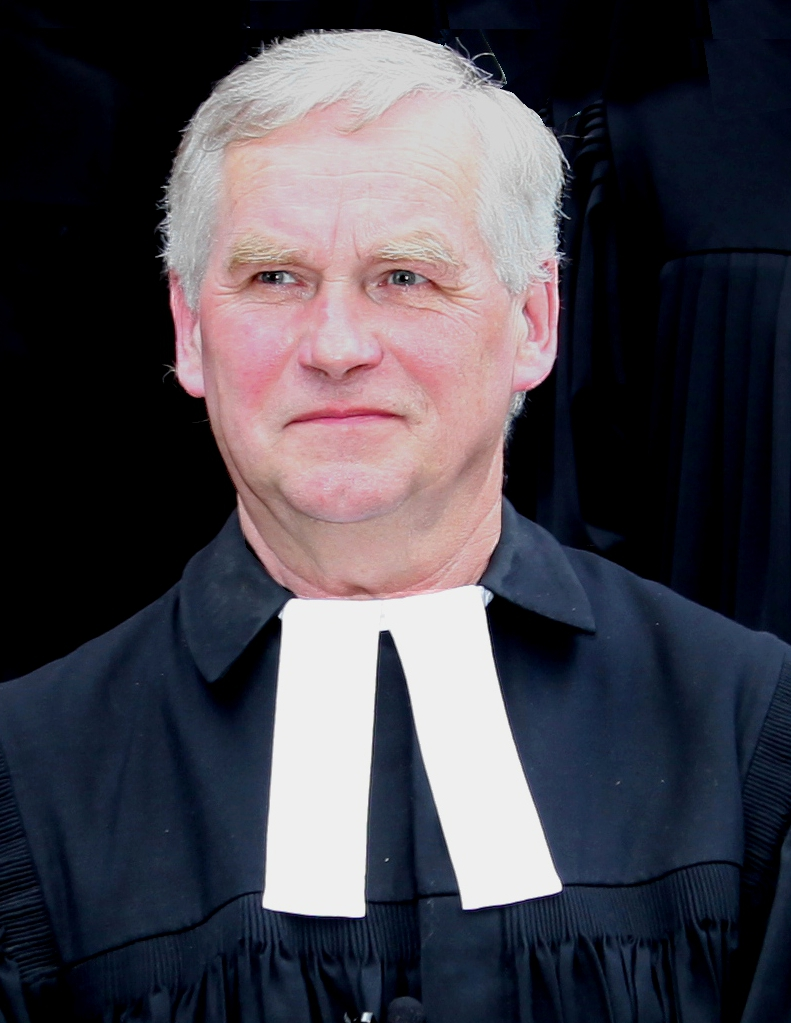
Lutherischer Pfarrer Gerhard Winkelmann, Gnevsdorf, 2013

Die Kirchen der Reformation lehnen die für den Katholizismus grundlegende Unterscheidung eines allgemeinen Priestertums der Getauften und eines speziellen Priestertums der Ordinierten und damit die Unterscheidung von Klerikern und Laien ab, da sie dem biblischen Zeugnis widerspreche. Wesentliche Aufgaben des Priesters seien durch Jesus Christus abgelöst worden (vgl. Heb 4,14 ). Die Leitungsaufgabe in den Pfarreien wird oft durch dazu bestellte Pfarrer wahrgenommen. In manchen Kirchen reformierter und unierter Tradition werden die Mitglieder des örtlichen Gemeindeleitungsgremiums als Presbyter (Kirchenälteste) im ursprünglichen neutestamentlichen Sinne bezeichnet, ohne dass damit ein priesterliches Amt verbunden wäre.

### Islam
Die islamischen Vorbeter (Imame) sind wie die Kohanim im Judentum keine Priester in diesem Sinne, sondern nur theologisch gebildete Bedienstete, die bestimmte Aufgaben bei den Gottesdiensten erfüllen. Im Islam können die fünf täglichen Gottesdienste sowohl in der Moschee als auch allein und zu Hause durchgeführt werden. Ein Vorbeter ist nur dann nötig, wenn mehrere Gläubige gemeinsam beten (gewissermaßen zur Synchronisation des Rituals); er soll ein Mindestmaß an theologischen Fertigkeiten besitzen.

### Voodoo

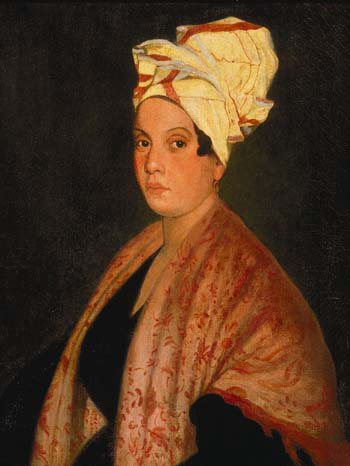
Marie Laveau, Voodoo-Priesterin, New Orleans

In der synkretistischen Voodoo-Religion werden die Priester als Houngans, die Priesterinnen als Mambos bezeichnet; beide sind gleichberechtigt. Ihr Amtssymbol ist die Asson genannte Rassel, die im Hounfour (Tempel) aufbewahrt wird. Voodoo-Priester, die sich auch oder nur mit Schadenzauber beschäftigen, werden als Bocore bezeichnet.